# Pestaña
Las pestañas son cada uno de pelos de la parte anterior del borde libre párpado; ayudan a proteger el ojo de cuerpos extraños procedentes del exterior y son altamente sensibles al tacto: cualquier contacto con ellas desencadena un movimiento reflejo que cierra instantáneamente los párpados. Estos pelos son cortos, rígidos y encorvados.
El número de pestañas es más alto en el párpado superior (que posee alrededor de 100) que en el inferior y, por lo general, se distribuyen en 3 capas.
En el embrión se desarrollan entre la séptima y octava semana. Las pestañas crecen nuevamente si se caen o arrancan. Tardan aproximadamente entre siete y ocho semanas en crecer de nuevo.

## Etapas
Estos anejos cutáneos están clasificados según la etapa de crecimiento en la que se encuentren: 
- Fase anágena: la pestaña crece dentro del folículo piloso y este crecimiento puede durar unos 30-45 días.
- Fase catágena: el folículo piloso se contrae y la pestaña deja de crecer. Esta fase dura de 2 a 3 semanas.
- Fase telógena: Es un tiempo que puede durar hasta 100 días durante el cual la pestaña entra en un estado de reposo hasta que cae. Que caigan es su proceso natural de vida.

## Enfermedades
Los folículos pilosos de las pestañas se asocian con las glándulas de Zeis y las glándulas de Moll. La infección de cualquiera de estas glándulas morfilosas produce una enfermedad conocida como orzuelo.[cita requerida]
Cuando las pestañas crecen de forma anormal, curvándose hacia la córnea, se produce una enfermedad ocular conocida como triquiasis que puede ocasionar irritación crónica de la conjuntiva y la córnea.